# Viktor Pečovský
Viktor Pečovský (Brezno, Checoslovaquia, 24 de mayo de 1983) es un exfutbolista internacional eslovaco que jugaba en la posición de centrocampista.
Se retiró en julio de 2020.

## Selección nacional
Fue internacional con la selección de fútbol de Eslovaquia en 35 ocasiones, consiguiendo un gol. Debutó con la selección absoluta el 15 de agosto de 2012 en un partido amistoso, celebrado en el TRE-FOR Park de Odense, contra la selección de fútbol de Dinamarca que finalizó 1-3 a favor de los visitantes. Previamente con las categorías inferiores participó en el Campeonato Europeo Sub-19 de 2002 en el que Eslovaquia terminó tercera.

### Goles como internacional
| # | Fecha     | Lugar                                      | Rival                | Gol | Resultado | Competición                                                  |
| - | --------- | ------------------------------------------ | -------------------- | --- | --------- | ------------------------------------------------------------ |
| 1 | 6-09-2013 | Bilino Polje, Zenica, Bosnia y Herzegovina | Bosnia y Herzegovina | 0-1 | 0-1       | Clasificación de UEFA para la Copa Mundial de Fútbol de 2014 |

## Clubes
| Club                        | País       | Año       |
| --------------------------- | ---------- | --------- |
| F. K. Dukla Banská Bystrica | Eslovaquia | 2000-2011 |
| M. Š. K. Žilina             | Eslovaquia | 2011-2020 |

## Palmarés

### Campeonatos nacionales
| Título                  | Club                        | País       | Año     |
| ----------------------- | --------------------------- | ---------- | ------- |
| Copa de Eslovaquia      | F. K. Dukla Banská Bystrica | Eslovaquia | 2004-05 |
| Superliga de Eslovaquia | M. Š. K. Žilina             | Eslovaquia | 2011-12 |
| Copa de Eslovaquia      | M. Š. K. Žilina             | Eslovaquia | 2011-12 |